# Coeymans (Nowy Jork)
Coeymans – miasto w Stanach Zjednoczonych, w stanie Nowy Jork, w hrabstwie Albany.